# Nolana
Genre
Classification APG III (2009)
Nolana est un genre de plantes de la famille des Solanacées originaire d'Amérique du sud.

## Description
Les espèces du genre sont des plantes herbacées, rarement buissonnantes, de petite taille, rampantes, à feuilles alternes parfois succulentes. Les espèces sont la plupart du temps annuelles (parfois vivaces en l'absence de gel).
La fleur, avec un calice à cinq lobes, une corolle en entonnoir très évasé, compte cinq étamines unies à la corolle. Elle compte de nombreux ovaires - de 3 à 40 - à quatre à six locules, généralement cinq.
Une proximité avec les genres Alona, Bargemontia, Dolia, Leloutrea, Periloba et Sorema, entre autres, a entraîné une importante synonymie.

## Distribution
Les espèces du genre sont uniquement originaires d'Amérique du Sud andine : Chili, Équateur, Pérou.

## Position taxinomique et historique
Ce genre était le genre-type de la famille des Nolanacées décrite en 1820 par Friedrich von Berchtold et Jan Svatopluk Presl, famille aujourd'hui rattachée aux Solanacées par les classifications AGP II et AGP III.
Le genre Nolana fait partie de la sous-famille des Solanoideae.
Carl von Linné le Jeune décrit le genre en 1762 avec comme espèce-type Nolana prostrata, espèce déjà décrite quelques mois auparavant par Antoine Gouan sous le nom d'Atropa humifusa. Il forme le nom du genre sur le prénom de son grand-père (et second prénom de son père).
L'année suivante, Michel Adanson décrit un genre sous le nom de Neudorfia avec une espèce Neudorfia peruviana type, celle décrite par Antoine Gouan ; il y repère la principale caractéristique de la famille des Nolanacées : des ovaires à cinq locules
Hipólito Ruiz López & José Antonio Pavón ajoutent en 1799 les principales espèces du genre originaire du Pérou et du nord du Chili.
Charles Gaudichaud-Beaupré décrit de nombreuses nouvelles espèces en 1842 dans le genre Nolana mais surtout dans des genres voisins comme Alibrexia, Alona, Bargemontia ou Leloutrea, qui accroîtront le genre Nolana  quand elles y seront reversées par les révisions ultérieures.
En 1844, John Lindley éclate le genre en six genres, selon le critère du nombre d'ovaires de la fleur et secondairement de son aspect :
- genre Nolana L.f. : cinq ovaires à quatre locules, chaque ovaire donnant une baie à quatre locules, avec une graine par locule
- genre Alona Lindl. : plusieurs ovaires, de un à six locules
- genre Dolia Lindl. : huit à dix ovaires, de un à trois locules
- genre Sorema Lindl. : vingt ovaires à un locule
- genre Aplocarya Lindl. : cinq ovaires à un locule

Une revue complète du genre est assurée par Michel Félix Dunal en 1852 : les principales espèces y sont énumérées. Le genre est classé alors ainsi : Tribus Nolaneae, Subtribus Nolanineae.
Une révision importante est publiée en 1936 par Ivan Murray Johnston. Cette révision conduit à une amplification importante du genre par création d'une espèce pour la moindre variation : le genre passe ainsi à plus d'une centaine de taxons.
En 1960, James Francis Macbride réalise une synthèse spécifiquement pour la flore péruvienne, dans la lignée d'Ivan Murray Johnston. Quelques espèces qu'ils décrit ne sont curieusement plus reprises ultérieurement.
En 1981, Aldo Mesa relève les principales synonymies : le nombre d'espèces du genre est ainsi réduit de plus des deux tiers.
Enfin, en 2007, Michael O. Dillon avec Segundo Leiva Gonzalez et Victor Quipuscoa ou Tieyao Tu, Akiko Soejima, Tingshuang Yi, Zelong Nie, Alan Tye et Jun Wen complètent le genre et apportent quelques modifications,. La même équipe dresse un arbre phylogénétique du genre en 2008

## Liste des espèces
La liste des espèces a été constituée à partir des index IPNI (International Plant Names Index) et Tropicos (Index du jardin botanique du Missouri), à la date d'août 2011.
Les espèces maintenues dans le genre sont en caractères gras :
- Nolana acuminata Dunal (1852) : voir Nolana paradoxa subsp. atriplicifolia (Sweet) Mesa
- Nolana adansonii (Roem. & Schult.) I.M. Johnst. (1936) - synonymes : Nolana amplexicaulis Ferreyra, Tula adansonii Roem. & Schult.
- Nolana aenigma M.O.Dillon, S.Leiva & Quip. (2007)
- Nolana alba Phil. (1895) : voir Nolana paradoxa subsp. atriplicifolia (Sweet) Mesa
- Nolana albescens (Phil.) I.M.Johnst. (1936) - synonymes : Bargemontia albescens (Phil.) I.M.Johnst., Dolia albescens Phil.
- Nolana amplexicaulis Ferreyra (1955) : voir Nolana adansonii (Roem. & Schult.) I.M.Johnst.
- Nolana angustifolia Phil. (1857) : voir Nolana paradoxa subsp. atriplicifolia (Sweet) Mesa
- Nolana aplocaryoides (Gaudich.) I.M.Johnst. (1936) : voir Nolana sedifolia var. aplocaryoides (Gaudich.) Mesa
- Nolana arenicola I.M. Johnst. (1936) : voir Nolana humifusa subsp. spathulata (Ruiz & Pav.) Mesa
- Nolana aticoana Ferreyra (1955) : voir Nolana humifusa var. plicata (I.M.Johnst.) Mesa
- Nolana atriplicifolia Sweet (1835) : voir Nolana paradoxa subsp. atriplicifolia (Sweet) Mesa
  - Nolana atriplicifolia f. alba (S.W.Fletcher) Moldenke (1947) : voir Nolana paradoxa var. alba S.W.Fletcher
  - Nolana atriplicifolia var. cuneifolia G.Don (1852) : voir Nolana paradoxa subsp. atriplicifolia (Sweet) Mesa
- Nolana baccata (Gaudich.) Dunal (1852) : voir Nolana paradoxa subsp. atriplicifolia (Sweet) Mesa
- Nolana balsamiflua (Gaudich.) Mesa (1981)
- Nolana bipartita Ruiz & Pav. (1799) : voir Nolana humifusa subsp. spathulata (Ruiz & Pav.) Mesa
- Nolana bracteosa (Phil.) Reiche (1910) : voir Nolana paradoxa subsp. atriplicifolia (Sweet) Mesa
- Nolana carrera Phil. (1895) : voir Nolana paradoxa subsp. atriplicifolia (Sweet) Mesa
  - Nolana carrera var. leucantha (Phil.) Reiche (1910) : voir Nolana paradoxa subsp. atriplicifolia (Sweet) Mesa
- Nolana cerrateana Ferreyra (1855) : voir Nolana crassulifolia subsp. revoluta (Ruiz & Pav.) Mesa
- Nolana chancoana M.O.Dillon & Quip (2007)
- Nolana chapiensis M.O.Dillon & Quip. (2007)
- Nolana chastenayana Gaudich. (1842)
- Nolana clivicola I.M.Johnst. (1936)
- Nolana coelestis Miers ex Dunal (1852)
- Nolana confinis (I.M.Johnst.) I.M. Johnst. (1936) : voir Nolana sedifolia var. confinis (I.M.Johnst.) Mesa
- Nolana cordata Dunal (1852) : voir Nolana adansonii (Roem. & Schult.) I.M.Johnst.
- Nolana coronata Ruiz & Pav. (1799) : voir Nolana humifusa (Gouan) I.M.Johnst.
- Nolana crassulifolia Poepp. (1829) 
  - Nolana crassulifolia subsp. revoluta (Ruiz & Pav.) Mesa (1981)
- Nolana debilis Phil. (1895) : voir Nolana paradoxa subsp. atriplicifolia (Sweet) Mesa
- Nolana decemloba Herzog (1895) : voir Nolana linearifolia Phil.
- Nolana deflexa I.M.Johnst. (1936)
- Nolana dianae M.O. Dillon (2007)
- Nolana diffusa I.M.Johnst. (1936)
- Nolana divaricata (Lindl.) I.M.Johnst. (1936)
- Nolana elegans (Phil.) Reiche (1910) : voir Nolana paradoxa subsp. atriplicifolia (Sweet) Mesa
- Nolana ericifolia Miers ex Dunal (1852) : voir Nolana coelestis Miers ex Dunal
- Nolana filifolia (Hook. & Arn.) I.M.Johnst. (1930) - synonyme : Convolvulus filifolius Hook. & Arn.
- Nolana flaccida (Phil.) I.M.Johnst. (1936) : voir Nolana sphaerophylla (Phil.) Mesa ex M.O.Dillon
- Nolana foliosa (Phil.) I.M.Johnst. (1936)
- Nolana fruticosa Penny (1829) : voir Nolana tenella Lindl.
- Nolana galapagensis (Christoph.) I.M.Johnst. (1936)
- Nolana gallinacea Pers. (1805) : voir Nolana humifusa (Gouan) I.M.Johnst.
- Nolana gayana (Gaudich.) Koch (1855) : voir Nolana crassulifolia subsp. revoluta (Ruiz & Pav.) Mesa
- Nolana geminiflora Phil. (1895) : voir Nolana paradoxa Lindl.
- Nolana glandulosa Miers (1852) : voir Nolana filifolia (Hook. & Arn.) I.M.Johnst.
- Nolana glauca (I.M.Johnst.) I.M.Johnst. (1936) : voir Nolana peruviana var. glauca (I.M.Johnst.) Mesa
- Nolana glutinosa Reiche (1910) : voir Nolana paradoxa subsp. atriplicifolia (Sweet) Mesa
- Nolana gracillima (I.M.Johnst.) I.M.Johnst. (1929) : voir Nolana sedifolia var. confinis (I.M. Johnst.) Mesa
- Nolana grandiflora Herzog (1926) : voir Nolana paradoxa Lindl.
- Nolana guentheri I.M.Johnst. (1936) : voir Nolana humifusa subsp. spathulata (Ruiz & Pav.) Mesa
- Nolana humifusa (Gouan) I.M.Johnst. (1936) - synonymes : Atropa humifusa Gouan, Zwingera humifusa (Gouan) Hofer
  - Nolana humifusa var. plicata (I.M.Johnst.) Mesa (1981) - synonyme : Nolana plicata I.M.Johnst. 
  - Nolana humifusa subsp. spathulata (Ruiz & Pav.) Mesa (1981)
- Nolana incana I.M.Johnst. (1936)
- Nolana inconspicua I.M.Johnst. (1936) - synonyme : Bargemontia inconspicua I.M.Johnst.
- Nolana inflata Ruiz & Pav. (1799)
- Nolana insularis (I.M.Johnst.) I.M.Johnst. (1936) : voir Nolana humifusa var. plicata (I.M.Johnst.) Mesa
- Nolana intonsa I.M.Johnst. (1936) : voir Nolana crassulifolia subsp. revoluta (Ruiz & Pav.) Mesa
- Nolana ivaniana Ferreyra (1955) : voir Nolana humifusa var. plicata (I.M.Johnst.) Mesa
- Nolana jaffuelii I.M.Johnst. (1936) : voir Nolana paradoxa subsp. atriplicifolia (Sweet) Mesa
- Nolana johnstonii Vargas (1955) : voir Nolana laxa (Miers) I.M.Johnst.
- Nolana lachimbensis M.O.Dillon & Luebert (2007)
- Nolana lanceolata Miers ex Dunal (1852) : voir Nolana paradoxa subsp. atriplicifolia (Sweet) Mesa
- Nolana latipes I.M.Johnst. (1936) : voir Nolana humifusa var. plicata (I.M.Johnst.) Mesa
- Nolana laxa (Miers) I.M.Johnst. (1936)
- Nolana leptophylla (Miers) I.M.Johnst. (1936) - synonymes : Bargemontia leptophylla (Miers) I.M.Johnst., Dolia leptophylla Miers
  - Nolana leptophylla subsp. mollis (Phil.) Mesa (1981) - synonymes : Alona mollis Phil., Nolana mollis (Phil.) I.M.Johnst.
- Nolana leucantha Phil. (1895) : voir Nolana paradoxa subsp. atriplicifolia (Sweet) Mesa
- Nolana lezamae M.O.Dillon, S.Leiva & Quip. (2007)
- Nolana linearifolia Phil. (1895) - synonyme : Nolana decemloba Herzog
- Nolana linearis (Miers) Dunal (1852) : voir Nolana paradoxa subsp. atriplicifolia (Sweet) Mesa
- Nolana littoralis Miers ex Dunal (1852)
- Nolana longifolia (Lindl.) Dunal (1852) : voir Nolana paradoxa subsp. atriplicifolia (Sweet) Mesa
- Nolana lycioides I.M.Johnst. (1936) : voir Nolana sedifolia var. confinis (I.M. Johnst.) Mesa
- Nolana mariarosae Ferreyra (1974) : voir Nolana humifusa var. plicata (I.M.Johnst.) Mesa
- Nolana microphylla Miers ex Dunal (1852)
- Nolana minor Ferreyra (1955) : voir Nolana tarapacana subsp. thinophila (I.M.Johnst.) Mesa
- Nolana mollis (Phil.) I.M.Johnst. (1936) : voir Nolana leptophylla subsp. mollis (Phil.) Mesa
- Nolana napiformis Phil. (1895) : voir Nolana paradoxa subsp. atriplicifolia (Sweet) Mesa
- Nolana navarri Phil. (1895) : voir Nolana paradoxa subsp. atriplicifolia (Sweet) Mesa
- Nolana obtusa Miers ex Dunal (1852)
- Nolana ochrocarpa Phil. (1895) : voir Nolana paradoxa Lindl.
- Nolana onoana M.O.Dillon & M.Nakaz. (2007)
- Nolana pallida I.M.Johnst. (1936) : voir Nolana crassulifolia subsp. revoluta (Ruiz & Pav.) Mesa
- Nolana pallidula I.M.Johnst. (1936) : voir Nolana humifusa subsp. spathulata (Ruiz & Pav.) Mesa
- Nolana paradoxa Lindl. (1825) 
  - Nolana paradoxa var. alba S.W.Fletcher (1901)
  - Nolana paradoxa subsp. atriplicifolia (Sweet) Mesa (1981)
  - Nolana paradoxa var glaberrima Dunal (1852)
- Nolana paradoxa Hook. (1825) : voir Nolana tenella Lindl.[11]
- Nolana parviflora (Phil.) Phil. (1895) - synonyme : Sorema parviflora Phil.
- Nolana parviflora (I.M.Johnst.) I.M.Johnst. (1936) : voir Nolana humifusa (Gouan) I.M.Johnst.
- Nolana parvifolia Phil. (1895) : voir Nolana humifusa (Gouan) I.M.Johnst.
- Nolana patula (Phil.) Mesa ex M.O.Dillon (2009) - synonyme : Alona patula Phil.
- Nolana pearcei I.M. Johnst. (1936) : voir Nolana sedifolia var. aplocaryoides (Gaudich.) Mesa
- Nolana peruviana (Gaudich.) I.M.Johnst. (1936)  - synonyme : Bargemontia peruviana Gaudich.
  - Nolana peruviana subsp. divaricata (Lindl.) Mesa (1981) : voir Nolana divaricata (Lindl.) I.M.Johnst.
  - Nolana peruviana var. glauca (I.M.Johnst.) Mesa (1981) - synonymes : Bargemontia glauca I.M. Johnst., Nolana glauca (I.M.Johnst.) I.M.Johnst.
- Nolana petiolata (Phil.) Reiche (1910) - synonyme : Sorema petiolata Phil.
- Nolana philippiana M.O.Dillon & Luebert (2007)
- Nolana pilosa I.M.Johnst. (1936) : voir Nolana crassulifolia subsp. revoluta (Ruiz & Pav.) Mesa
- Nolana platyphylla (I.M.Johnst.) I.M.Johnst. (1936) : voir Nolana laxa (Miers) I.M.Johnst.
- Nolana plicata I.M.Johnst. (1929) : voir Nolana humifusa var. plicata (I.M.Johnst.) Mesa
- Nolana polymorpha Gaudich. (1851) : voir Nolana humifusa (Gouan) I.M.Johnst.
- Nolana polymorpha J.F.Macbr. (1960)
- Nolana prostrata L.f. (1762) : voir Nolana humifusa (Gouan) I.M.Johnst.
- Nolana pterocarpa Phil. ex Wettst. (1891) : voir Nolana paradoxa subsp. atriplicifolia (Sweet) Mesa
- Nolana pterosperma Phil. (1895) : voir Nolana paradoxa subsp. atriplicifolia (Sweet) Mesa
- Nolana pulchella Reiche (1910) : voir Nolana paradoxa subsp. atriplicifolia (Sweet) Mesa
- Nolana ramosissima I.M.Johnst. (1936)
- Nolana reichei M.O.Dillon & Arancio (2007)
- Nolana revoluta Ruiz & Pav. (1799) : voir Nolana crassulifolia subsp. revoluta (Ruiz & Pav.) Mesa
- Nolana rhombifolia Martic. & Quezada (1974) : voir Nolana laxa (Miers) I.M.Johnst.
- Nolana rostrata (Lindl.) Miers ex Dunal (1852) - synonyme : Alona rostrata Lindl.
  - Nolana rostrata var. carnosa (Lindl.) Mesa (1981) - synonyme : Alona carnosa Lindl.
- Nolana rupestris Phil. ex Wettst. (1891) : voir Nolana paradoxa subsp. atriplicifolia (Sweet) Mesa
- Nolana rupicola Gaudich. (1841) : voir Nolana paradoxa subsp. atriplicifolia (Sweet) Mesa
- Nolana salsoloides (Lindl.) I.M. Johnst. (1936) - synonyme : Dolia salsoloides Lindl.
- Nolana scaposa Ferreyra (1955)
- Nolana sedifolia Poepp. (1829) 
  - Nolana sedifolia var. aplocaryoides (Gaudich.) Mesa (1981) - synonyme : Leloutrea aplocaryoides Gaudich.
  - Nolana sedifolia var. confinis (I.M. Johnst.) Mesa (1981) - synonymes : Bargemontia confinis I.M. Johnst., Nolana confinis (I.M.Johnst.) I.M.Johnst.
- Nolana sessiliflora Phil. (1895)
- Nolana spathulata Ruiz & Pav. (1799) : voir Nolana humifusa subsp. spathulata (Ruiz & Pav.) Mesa
- Nolana spergularioides Ferreyra (1955) : voir Nolana sedifolia var. confinis (I.M. Johnst.) Mesa
- Nolana sphaerophylla (Phil.) Mesa ex M.O.Dillon (2007) - synonyme : Alona sphaerophylla Phil.
- Nolana stans Phil. (1895) : voir Nolana paradoxa subsp. atriplicifolia (Sweet) Mesa
- Nolana stenophylla I.M.Johnst. (1829)
- Nolana tarapacana (Phil.) I.M.Johnst. (1936) - synonyme : Dolia tarapacana Phil.
  - Nolana tarapacana subsp. thinophila (I.M.Johnst.) Mesa (1981) - synonyme : Nolana thinophila I.M. Johnst.
- Nolana tenella Lindl. (1830)  - synonyme : Nolana paradoxa Hook.
- Nolana thinophila I.M. Johnst. (1936) : voir Nolana tarapacana subsp. thinophila (I.M.Johnst.) Mesa
- Nolana tocopillensis (I.M. Johnst.) I.M. Johnst. (1936) - synonyme : Bargemontia tocopillensis I.M. Johnst.
- Nolana tomentella Ferreyra (1955) : voir Nolana humifusa var. plicata (I.M.Johnst.) Mesa
- Nolana tovariana Ferreyra (1955) : voir Nolana crassulifolia subsp. revoluta (Ruiz & Pav.) Mesa
- Nolana triquetra K.Koch & C.D.Bouché (1855) : voir Nolana paradoxa subsp. atriplicifolia (Sweet) Mesa
- Nolana urubambae Vargas (1955) : voir Nolana humifusa (Gouan) I.M.Johnst.
- Nolana ventricosa Ruiz & Pav. (1849) : voir Nolana inflata Ruiz & Pav.
- Nolana villosa (Phil.) I.M. Johnst. (1936) - synonyme : Alibrexia villosa Phil.
- Nolana volcanica Ferreyra (1960) : voir Nolana sedifolia var. confinis (I.M. Johnst.) Mesa
- Nolana weberbaueri I.M. Johnst. (1936) : voir Nolana laxa (Miers) I.M.Johnst.
- Nolana weissiana Ferreyra (1955) : voir Nolana inflata Ruiz & Pav.
- Nolana werdermannii I.M. Johnst. (1936)
- Nolana willeana Ferreyra (1960) : voir Nolana humifusa var. plicata (I.M.Johnst.) Mesa